# Monterey (nave da crociera)
Monterey è stata una nave da crociera della compagnia MSC Crociere, nota per motivi commerciali anche come MSC Monterey.

## Storia
Fu costruita nel 1952 dalla Bethlehem Shipbuilding Corporation come nave cargo e originariamente prese il nome di SS Free State Mariner. Fu consegnata l'8 dicembre 1952 alla US Maritime Commission come nave da carico classe C4.
Nel 1955 fu venduta alla Matson Navigation Company e ricostruita come nave passeggeri presso la Willamette Iron & Steel Company a Portland. Riconsegnata alla fine del 1956 fu rinominata Monterey e utilizzata come transatlantico di lusso sulla rotta San Francisco - Honolulu - Auckland - Sydney.
Nel 1971 fu venduta alla Pacific Far East Line e utilizzata come nave da crociera. Nel 1979 venne venduta prima alla President World Airways e successivamente alla American Maritime Holdings ma rimase in disarmo a Portland per un lungo periodo.
Nel 1987 venne acquistata dalla Aloha Pacific Cruises per essere trasformata in una vera e propria nave da crociera. Venne prima portata ai cantieri della Tacoma Boatbuilding Company e dopo a Turku in Finlandia. La nave subì dei grossi cambiamenti esterni con l'aggiunta di una piattaforma a poppa e l'estensione della passeggiata a prua oltre all'aumento del numero di cabine per i passeggeri. La Monterey venne utilizzata per le crociere alle Hawaii con partenza da San Francisco a partire dal 1988 ma già nel maggio 1989 venne bloccata per gravi carenze igienico sanitarie. Il fermo della nave decretò di fatto il fallimento della Aloha Pacific Cruises e la Monterey venne messa all'asta.
Nel 1990 fu riscattata dalla Starlauro Crociere, venne portata a Napoli e sottoposta a lavori per riadattarla alla navigazione. Dal 1990 al 2006, svolse un lungo servizio crocieristico soprattutto nel Mediterraneo. Nel 1995 la Starlauro cambiò il nome in MSC Crociere e la Monterey fece parte della flotta assieme a Symphony e a Rhapsody. Nel 2006 la nave ebbe un guasto ad una caldaia e fu messa in disarmo a Genova. Poco dopo venne venduta agli indiani e rinominata Monte. Il 5 novembre 2006 giunse ad Alang per essere demolita.